# Frol Kozlov
Frol Romanovitj Kozlov (ryska: Фрол Романович Козлов), född 18 augusti 1908 i Losjtjinino, död den 30 januari 1965 i Moskva, var en sovjetisk politiker och Arbetets hjälte 1965.

## Biografi
Kozlovs väg till makten var typisk för sovjetiska partiledare av hans tid. Född i en bondefamilj, arbetade han på en textilfabrik och blev där biträdande förman och var samtidigt kommunistpartiets ungdomsförbund Komsomols lokale sekreterare. Efter studier vid Leningrads tekniska institut och arbete som ingenjör, blev han sekreterare i staden Izjevsks partikommitté 1940–1941, andra sekreterare i Kujbysjev-provinsen 1947–1949, och partiledare i Leningrad 1949–1957. 
Kozlov invaldes 1957 som medlem av presidiet i centralkommittén i Sovjetunionens kommunistparti och tjänstgjorde där från den 29 juni 1957 tills han fick lämna sin befattning den 16 november 1964 efter att hans mentor, Nikita Chrusjtjov, hade avsatts en månad tidigare.
Under många år ansågs han vara Chrusjtjovs trolige efterträdare, men redan innan denne entledigats, hade Kozlovs ställning undergrävts av effekterna av hans alkoholism. År 1963 ersattes han av Leonid Brezjnev som sekreterare i kommunistpartiets centralkommitté. Vid tiden för hans avgång, hade Kozlov redan drabbats av en stroke och han dog kort därefter. Han begravdes i muren framför Kreml i Moskva.

## Dekorationer och utmärkelser
- Socialistiska arbetets hjälte
- Leninorden fyra gånger
- Fosterländska krigets orden, 2:a klassen
- Arbetets Röda Fanas orden, två gånger
- Röda stjärnans orden